# Complejo arqueológico Kostionki-Borshchovo
El complejo arqueológico Kostionki-Borshchovo es un área donde se han encontrado numerosos sitios arqueológicos del Paleolítico superior, ubicados alrededor de los pueblos de Kostionki (también Kostenki) y Borshchovo (también Borshchevo). El área se encuentra en la orilla occidental (derecha) del río Don en el raión de Jojolski, óblast de Vorónezh, Rusia, unos 25 km al sur de la ciudad de Vorónezh. Los 26 sitios paleolíticos de la zona están numerados Kostenki 1-21 y Borshchevo 1-5.
Es conocido por su alta concentración de restos culturales de humanos anatómicamente modernos de principios del Paleolítico superior, anteriores a 40.000 años. Los hallazgos se exhiben in situ, en el Museo-Reserva Arqueológico Estatal Kostionki construido sobre el círculo de huesos de mamut Kostenki

## Historia

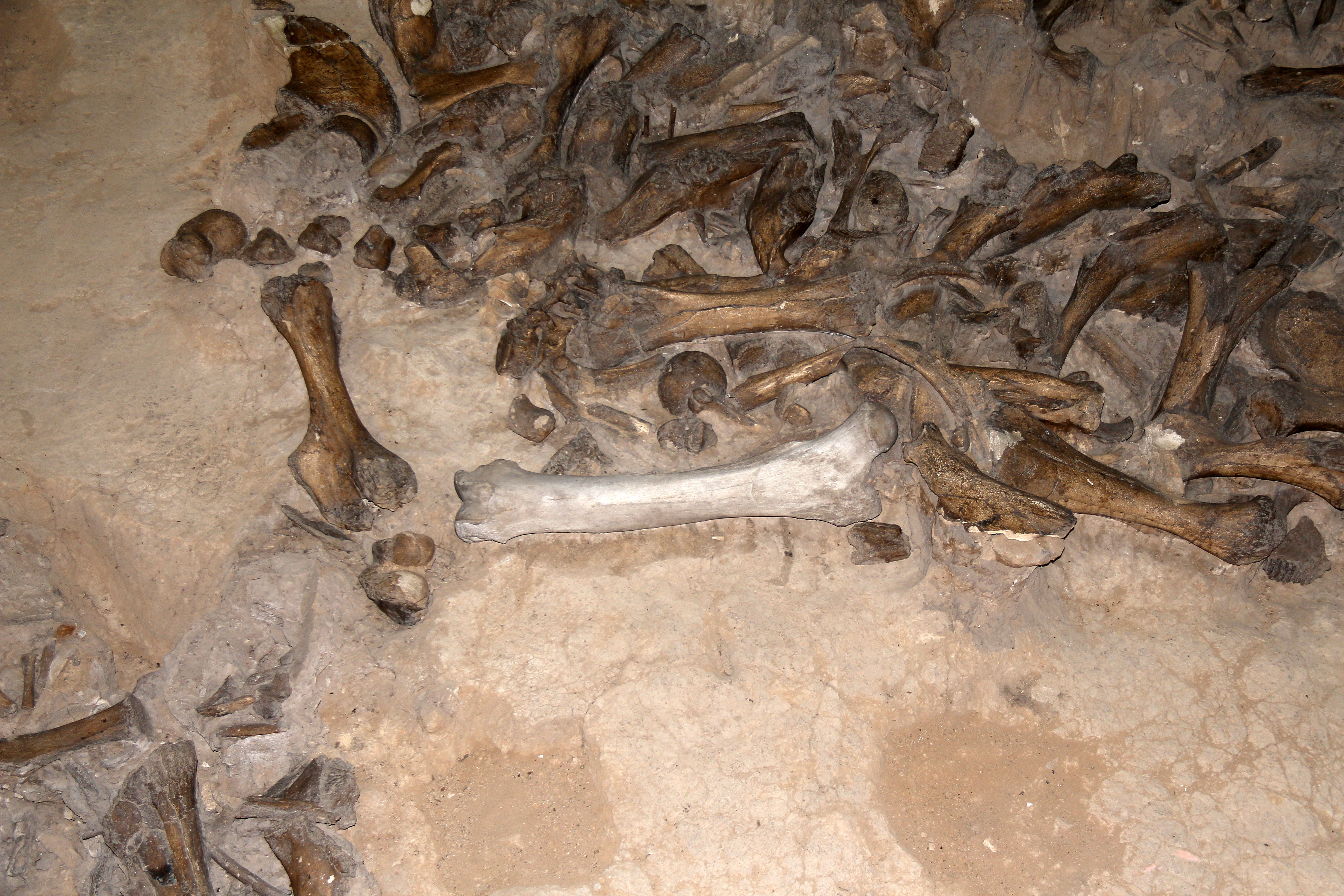
Huesos de mamut en exhibición en el museo Kostionki

Se encontraron dientes de mamut en el lugar desde una época temprana. Cornelis de Bruijn escribió en 1703:

En la localidad en la que estábamos, para nuestra gran sorpresa, encontramos muchos dientes de elefante, de los cuales yo me quedé con uno, por curiosidad, pero no puedo entender cómo estos dientes pudieron llegar hasta aquí. Es cierto que el Emperador [Pedro I] nos dijo que Alejandro Magno, pasando este río, como aseguran algunos historiadores, llegó al pequeño pueblo de Kostenka, a unas ocho verstas de aquí, y que muy bien podría ser que en ese momento varios elefantes hubiesen muerto, cuyos restos todavía están aquí hoy.
Cornelis de Bruijn (1703)

El sitio también es mencionado por Samuel Gottlieb Gmelin en 1768. El nombre del asentamiento Kostyonki en sí es una derivación de кость "hueso".
Kostenki-1 fue excavado por I. S. Poliakov (1845-1887) en 1879. Las siguientes excavaciones realizadas entre 1881 y 1915 consistieron principalmente en la búsqueda de herramientas de piedra. A partir de la década de 1920 se realizaron excavaciones sistemáticas, sobre todo las dirigidas por P.P. Efimenko durante 1923-1938.
En la segunda mitad del siglo XX se reconoció la existencia de otros yacimientos en los alrededores, ahora denominados Kostenki-1 a Kostenki-21 y Borshchevo-1 a Borshchevo-5. Los más famosos son Kostenki-12 (Volkovska) y Kostenki-14 (Markina Gora).
En 2020 se descubrió en Kostionki una estructura circular de huesos de al menos 60 mamuts de más de 12,5 metros de diámetro.

## Sitios

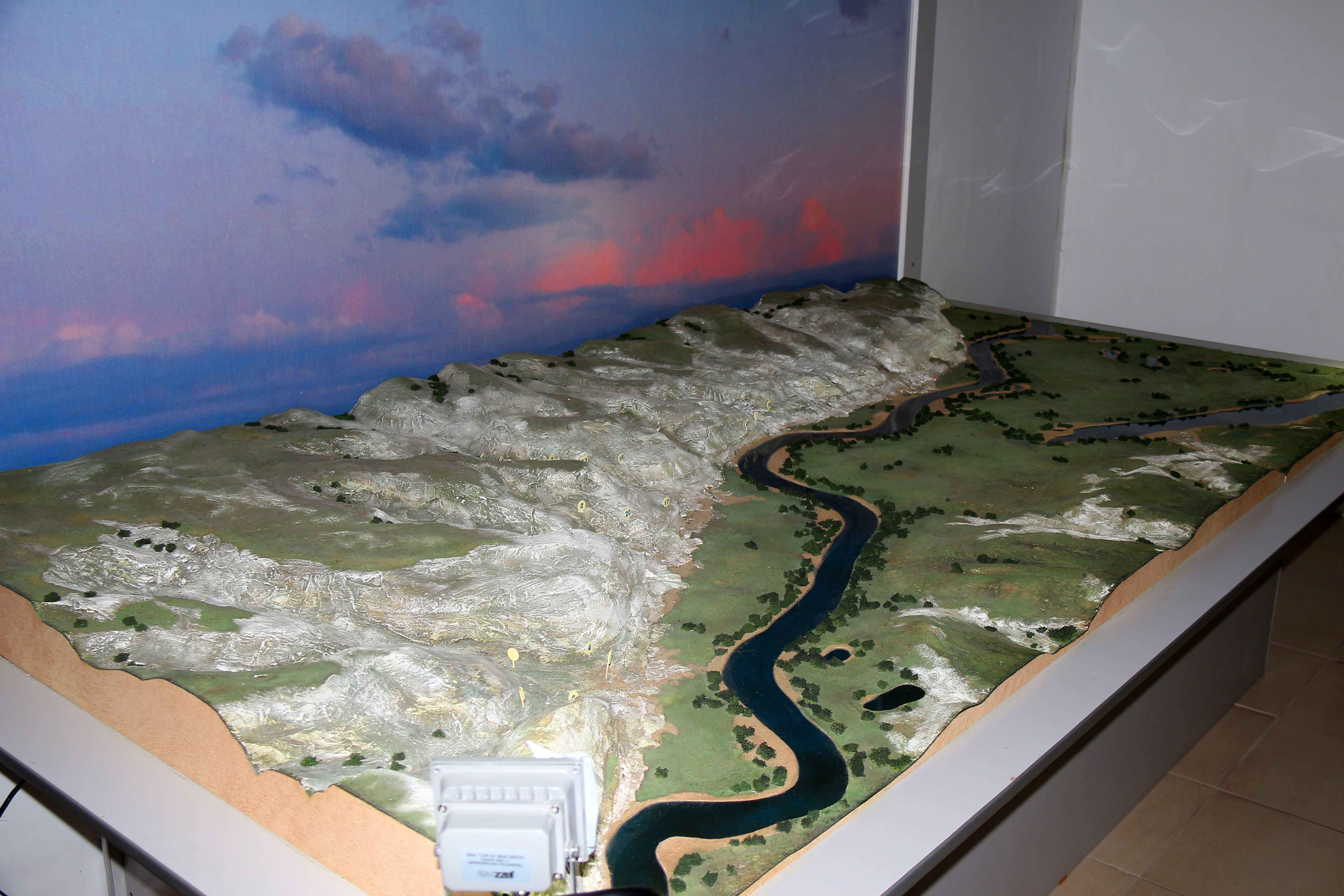
Maqueta del terreno de Kostionki

Kostenki-1/2 (yacimiento Kostenki-1, capa 2), Kostenki-1/3, Kostenki-6 (Streletskaya), Kostenki-11 y Kostenki 12/3 por debajo de la capa de tefra volcánica CI se asocian a la "cultura Strelets" local no transitoria, análoga a las primeras culturas del Paleolítico superior de Europa central y occidental, como la cultura Szeletiana. Este desarrollo cultural inicial podría atribuirse a los neandertales locales. Los ornamentos anteriores a la erupción volcánica encontrados en Kostenki 17/2 ("cultura Spitsyn", 38-32 ka), estaban aparentemente perforados por un taladro o taladros rotatorios manuales; estos pueden sugerir que la población era tecnológicamente capaz de prepararse para un invierno volcánico. Justo por encima de la capa de ceniza se encontraron agujas de coser .
Kostenki 1/1, Kostenki 4/2, Kostyonki 8/2 y Kostenki 21/3 pertenecen al Gravetiense oriental (24 a 22 ka). Kostenki 2, Kostenki 3, Kostenki 11-1a y Kostenki-19 pertenecen a la cultura Zamyatino (22 a 17 ka). Kostenki 8/2 (Telmanskaya) es epónimo de la "cultura Telman".
A partir de 2016, el trabajo arqueológico se realiza en Kostenki-14 (Markina Gora), Kostenki-6 (Streletskaya), Kostenki-15 (Gorodtsovskaya), Kostenki-16 (Ugljanka), Kostenki-17 (Spitsynskaya) y Kostenki-21 (Gmelinskaya) ).

## Restos humanos
En el período comprendido entre 40 y 24 miles de años, se indicó un patrón clinal latitudinal de rasgos modernos/neandertales en Europa. Los yacimientos de Kostionki se sitúan en el extremo oriental más moderno.[cita requerida]
Los restos humanos más antiguos datados directamente de este sitio datan de 32.600 ± 1.100 años 14C y consisten en una tibia y un peroné, con rasgos que clasifican a los huesos como los primeros humanos europeos modernos .
En 2009 se extrajo ADN de los restos de un cazador-recolector masculino de Kostenki-12 que vivió alrededor de 30.000 años AP y murió entre los 20 y 25 años. Se descubrió que su linaje materno era el haplogrupo U2 de ADNmt. Fue enterrado en un pozo ovalado en una posición agachada y cubierto de ocre rojo . Más tarde se descubrió que Kostenki 12 pertenecía al haplogrupo C1 * (C-F3393) de ADN-Y patrilineal.
También se descubrió que un macho de Kostenki-14 (Markina Gora), que vivió aproximadamente entre 35 y 40 000 AP, pertenecía al haplogrupo U2 de ADNmt. Su haplogrupo de ADN-Y era C1b * (C-F1370). El genoma de Kostenki-14 representa una evidencia temprana de la separación de los linajes europeos y asiáticos del este. Se encontró que tenía una relación cercana tanto con el "niño Mal'ta" (24 ka) del sureste de Siberia ( antiguo nordeste de Eurasia ) y con los cazadores-recolectores mesolíticos posteriores de Europa y Siberia occidental, así como con población ancestral de los primeros agricultores europeos, pero no de los asiáticos orientales.

## Ceniza volcánica
Sobre algunos de los hallazgos se ha encontrado una capa de ceniza volcánica del Campaniense de hace unos 45.000 años, lo que demuestra que los humanos habitaron el lugar antes de esto.
La erupción de ignimbrita campaniense del volcán Campos Flégreos se produjo alrededor de hace 39 000 años. La explosión de 500 kilómetros cúbicos de ignimbrita fue la mayor de los últimos 200 000 años de la historia de Europa.